# Aero Spacelines Super Guppy
Aero Spacelines Super Guppy je štirimotorno turbopropelersko letalo namenjeno transportu tovorov velikih dimenzij. Je naslednik letala Pregnant Guppy. Zgradili so 5 letal.
Prvi Super Guppy "SG" so zgradili iz trupa letala C-97J Turbo Stratocruiser, ki so ga podaljšali do 141 ft (43 m) in ga "napihnili" do največjega premera 25 ft (7,6 m). Dolžina tovornega prostora je 94 ft 6 in (28,8 m).
Poganjajo ga štirje turbopropi Pratt & Whitney T-34-P-7. Lahko prevaža 54.000 lb (24.494 kg) tovora, potovalna hitrost je 300 mph (480 km/h).

## Specifikacije (Super Guppy Turbine)
Podatki iz Encyclopedia of The World's Commercial and Private Aircraft
Splošne karakteristike
- Posadka: Four
- Dolžina: 143 ft 10 in (43,84 m)
- Razpon kril: 156 ft 3 in (47,625 m)
- Višina: 48 ft 6 in (14,78 m)
- Površina kril: 1964,6 ft² (182,51 m²)
- Teža praznega letala: 101500 lb (46039 kg)
- Uporaben tovor: 54500 lb (24720 kg)
- Maks. vzletna teža: 170000 lb (77110 kg)
- Pogon letala: 4 ×  turboprop Allison 501-D22C, 4680 KM (3491 kW)  vsak
- Tovorni prostor: 111 ft × 25 ft × 25 ft (33,8 m × 7,62 m × 7,62 m)

 Zmogljivost 
- Maks. hitrost: 250 vozlov (288 mph, 463 km/h)
- Potovalna hitrost: 220 vozlov (253 mph, 407 km/h (ekonomična hitrost na 20000 ft))
- Doseg: 1734 nm (1986 mi, 3219 km)
- Višina leta: 25000 ft (7620 m)
- Obremenitev kril: 86,5 lb/ft² (422,5 kg/m²)
- Razmerje moč/teža: 9,08 lb/KM (5,52 kg/W)